# Albion (motoryzacja)
Albion Automotive – brytyjskie przedsiębiorstwo zajmujące się w XX wieku produkcją samochodów początkowo osobowych, a potem ciężarowych i autobusów. Zostało założone w 1899 roku, w 1951 roku zostało przejęte przez Leyland Motors, w latach 1987 - 1993 przynależało do koncernu Leyland DAF, a w 1998 roku weszło w skład American Axle & Manufacturing, Inc..

Albion 8HP Dogcart 1902
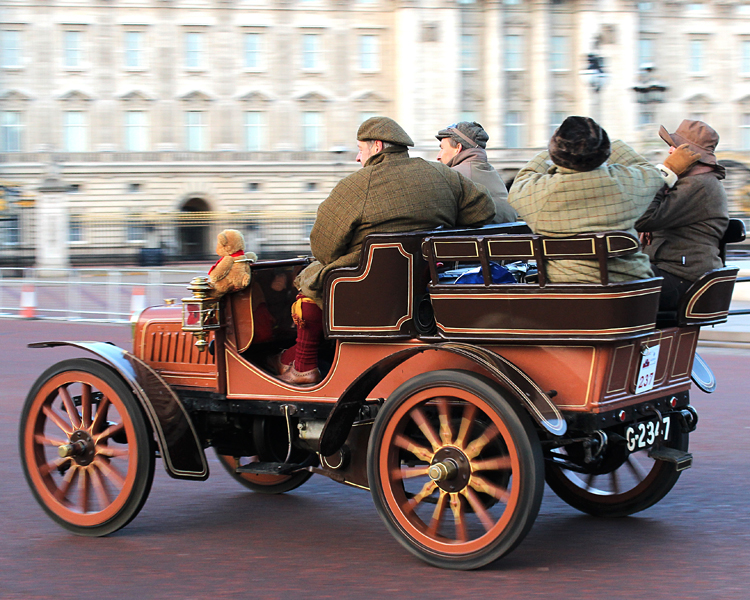
Albion 16HP Wagonette 1904

Powstało w Szkocji pod nazwą Albion Motor Car Company Ltd. W 1930 zostało przemianowane na Albion Motors. Początkowo wytwarzano tam samochody osobowe, ale bardzo szybko (już przed I wojną światową) zaczęto montowanie samochodów ciężarowych. Od roku 1914 poczęto również składać autobusy. Specjalizacja w pojazdach użytkowych okazała się na tyle trafnym wyborem dla zakładu, że porzucono montaż samochodów osobowych. Szczególnie ceniono autobusy, które były eksportowane do południowej Afryki, Azji, Australii i Indii. Decyzją władz koncernu Leylanda marka Albion została wycofana z rynku około roku 1980. Zakład pozostał i skoncentrował się na produkcji części. Został włączony do koncernu American Axle. Charakterystyczny był emblemat firmy, przedstawiający wschodzące słońce oraz powiązany z tym slogan reklamowy: "Sure as the Sunrise" ("Pewny jak wschód słońca").
Ciężarówka Albion stała się tematem piosenki Marka Knopflera pod tytułem Border Reiver.

## Modele samochodów ciężarowych

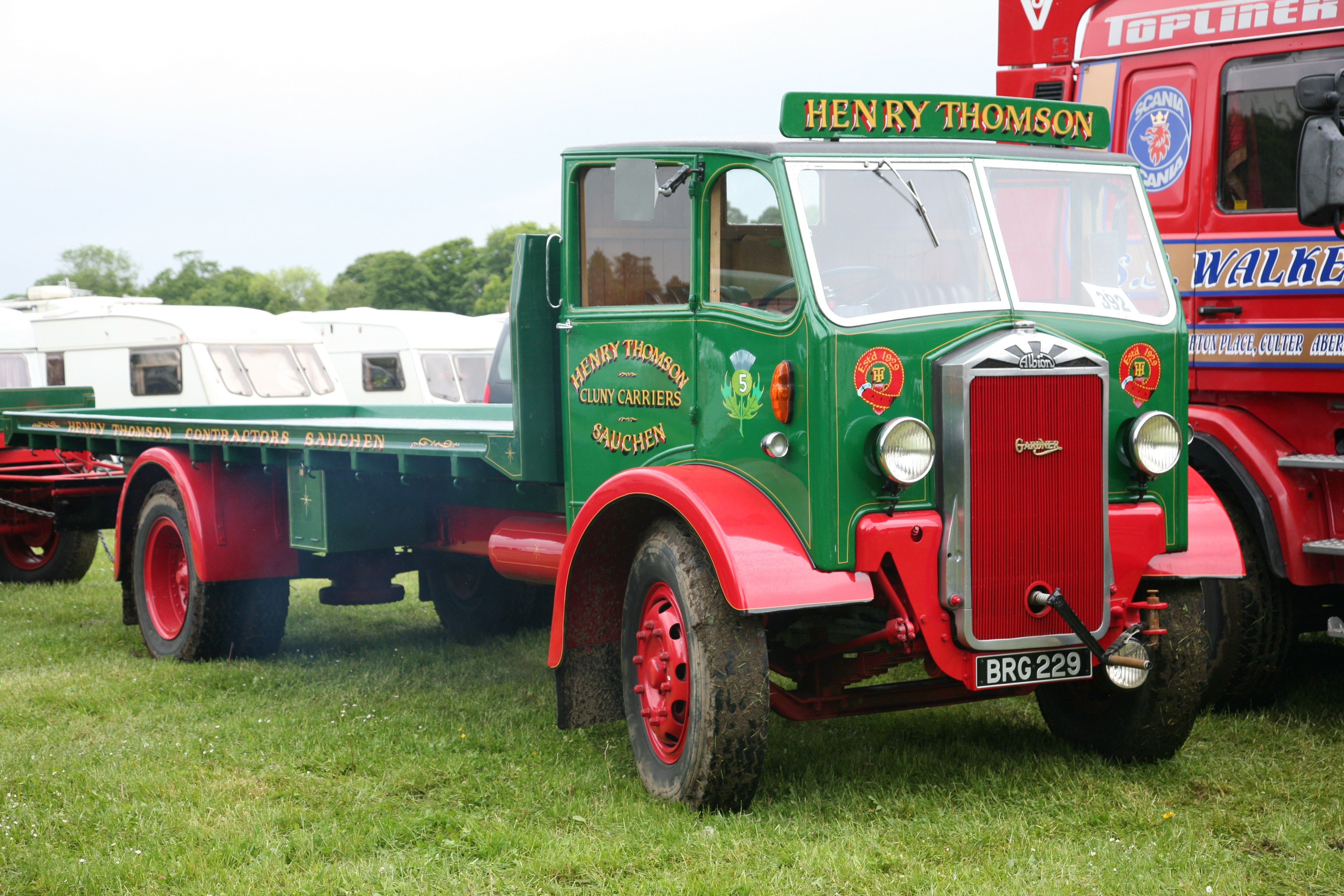
Albion CX3
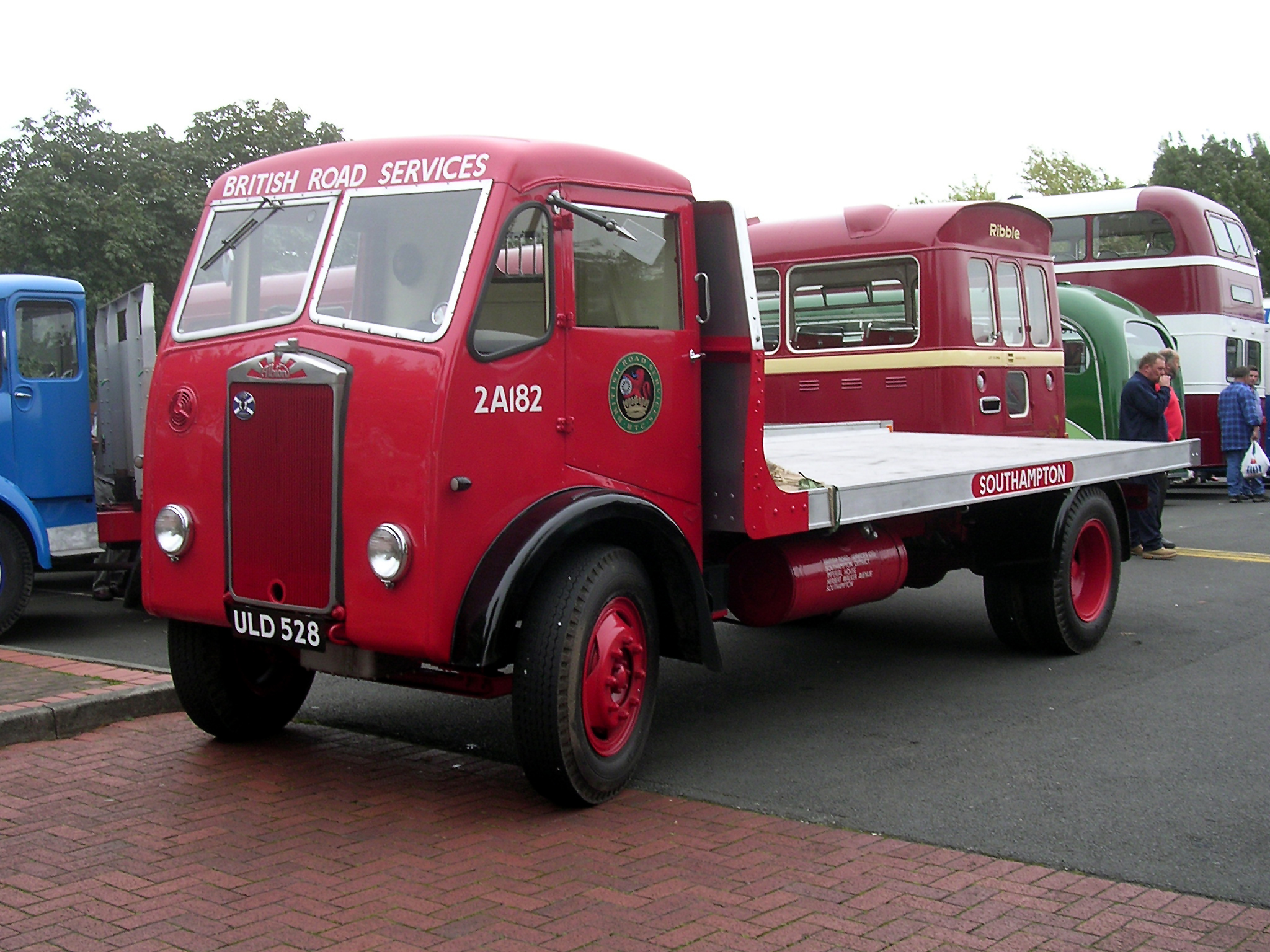
Albion Chieftain
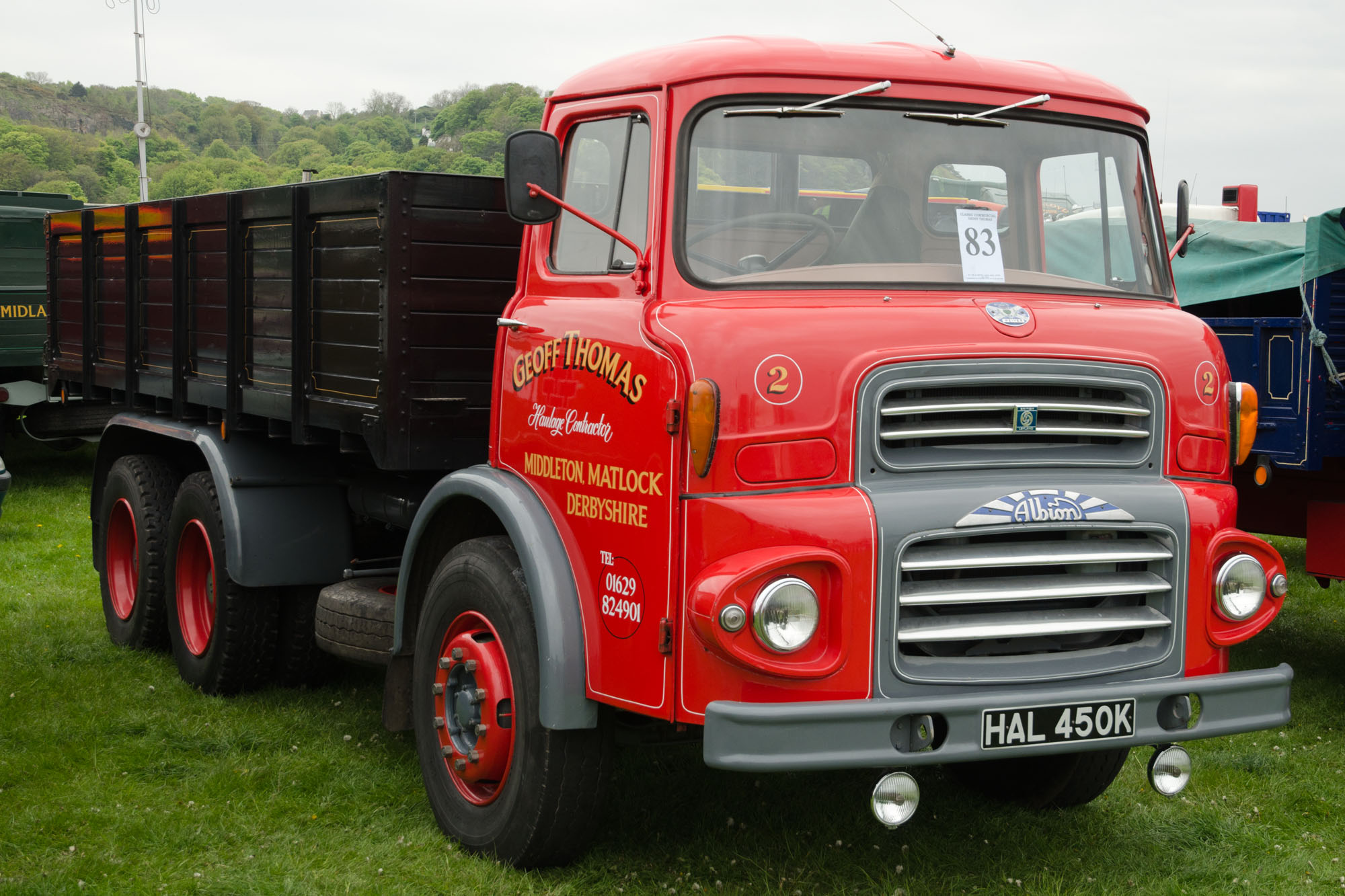
Albion Reiver

## Modele autobusów
- Viking (od 1924)
- Valkyrie (od 1930)
- Valiant (od 1931)
- Victor (od 1930)
- Venteurer (od 1932)
- Nimbus (od 1955)
- Aberdonian (od 1957)
- Talisman (od 1959)
- Lowlander (od 1961)

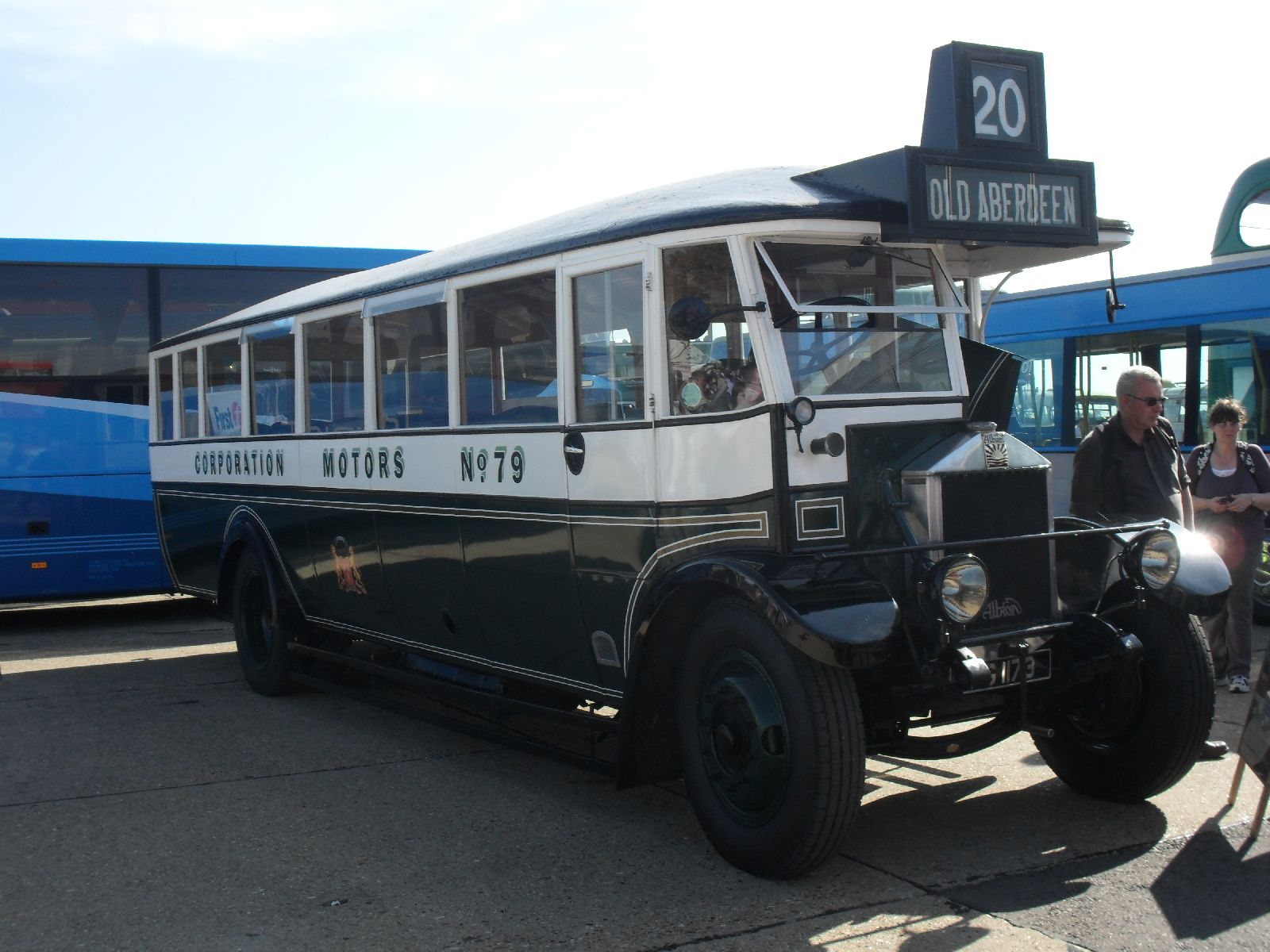
Albion PMA 28 (1930)
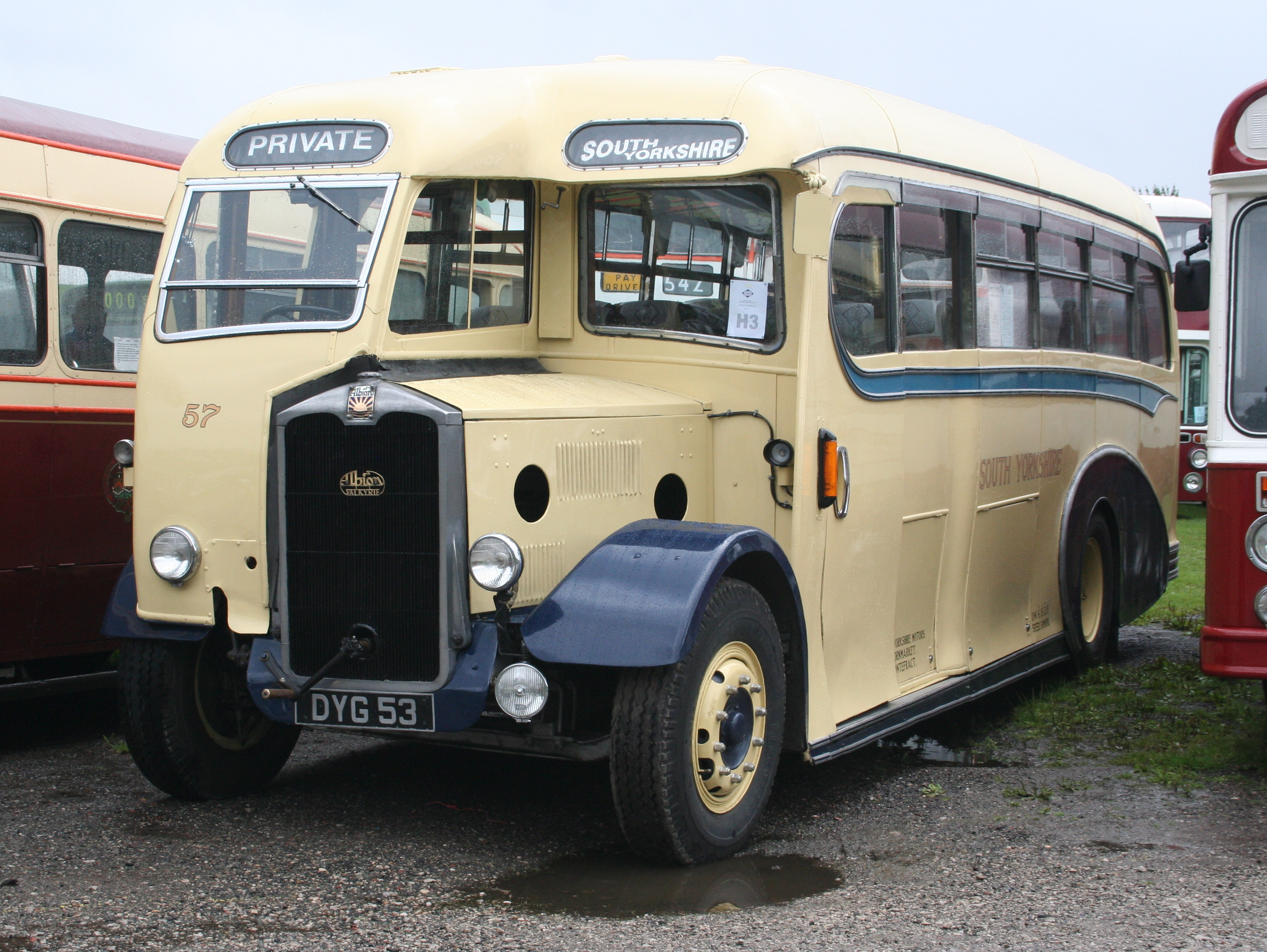
Albion Valiant (1940)
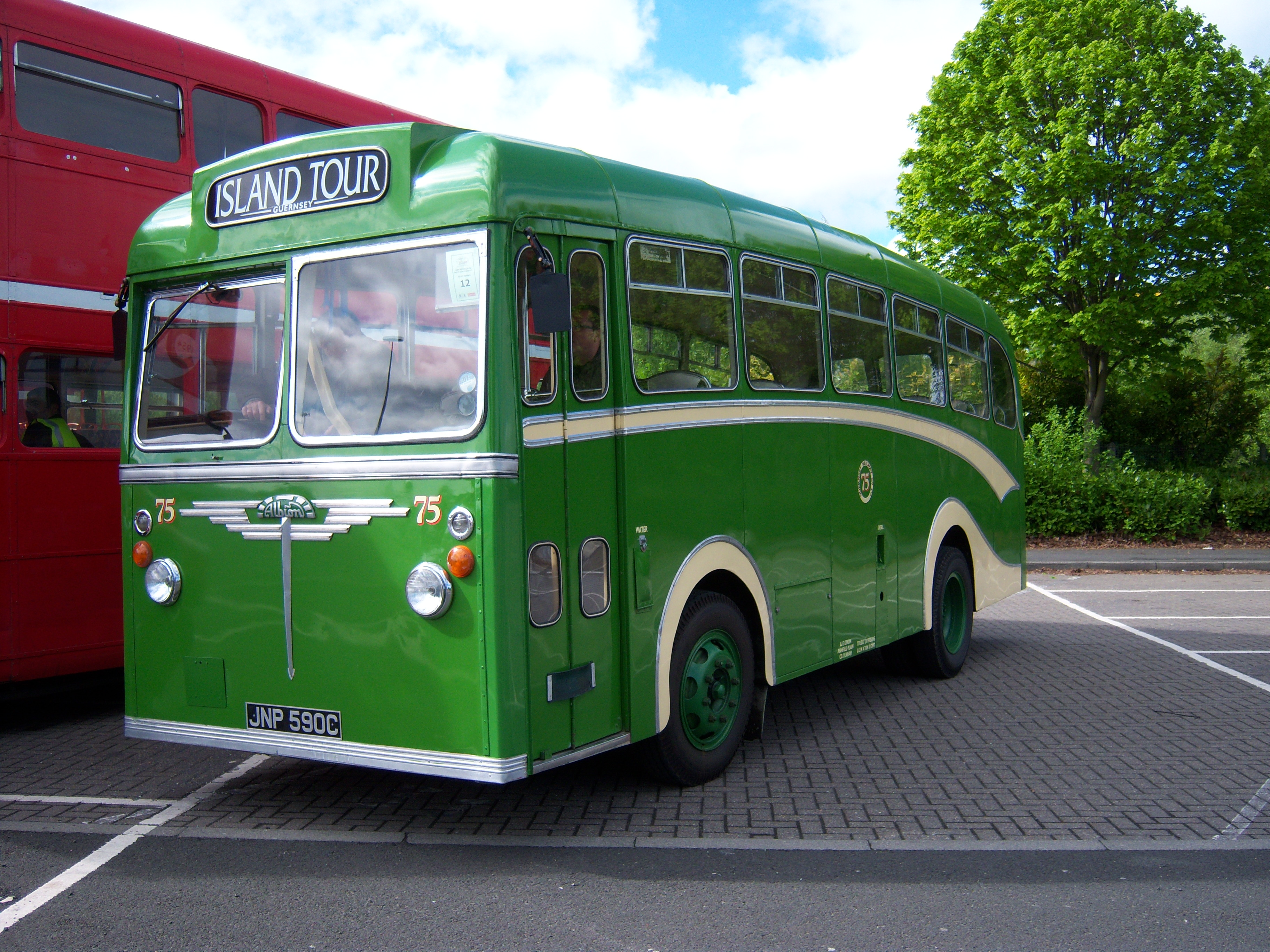
Albion Nimbus
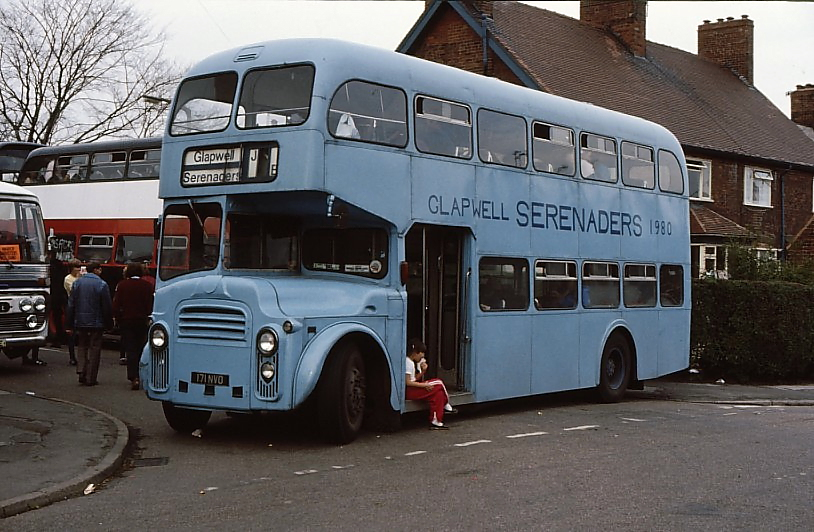
Albion Lowlander